# يوجينيو ليال
يوجينيو ليال (بالإسبانية: Eugenio Leal)‏ (مواليد 13 مايو 1954) هو لاعب كرة قدم. يلعب مع منتخب إسبانيا لكرة القدم. سبق له أن لعب في كأس العالم لكرة القدم مع منتخب بلاده.

## مسيرته الكروية
لعب يوجينيو ليال خلال مسيرته الاحترافية مع 3 أندية في اثنا عشر موسمًا وسجل خلالها 29 هدفًا ضمن 210 مباراة. حيث فاز في موسمين بالكأس وفي موسمين بالدوري.
خاض يوجينيو ليال مسيرته مع نادي أتلتيكو مدريد في موسم 1971–72 في المرة الأولى ولمدة موسمين ثم في موسم 1974–75 ليلعب معه ثمانية مواسم، مشاركًا طوالها في 185 مباراة سجل خلالها 25 هدفًا. ثم انتقل إلى نادي ريال سبورتينغ خيخون في موسم 1973–74 لمدة موسم واحد، حيث شارك في 23 مباراة سجل خلالها 4 أهداف. لينتقل بعدها إلى نادي ساباديل في موسم 1982–83 لمدة موسم واحد، مشاركًا في مباراتين ولم يسجل أي هدف.

## روابط خارجية
- يوجينيو ليال على موقع الاتحاد الدولي (مؤرشف)  (الإنجليزية)
- يوجينيو ليال على موقع قاعدة بيانات كرة القدم.إي يو (الإنجليزية)
- يوجينيو ليال على موقع ناشيونال فوتبول تيمز (الإنجليزية)